# SWV
SWV는 미국의 R&B 밴드이다.

## 같이 보기
- 걸 그룹